# Samuel Dixon
Samuel Dixon (nascido em 1973, Adelaide, Austrália do Sul) é um produtor de discos, compositor e músico. Dixon produziu e escreveu com artistas como Adele, Sia, Kylie Minogue, Christina Aguilera, Paloma Faith e Jack Savoretti. Ele é um multi-instrumentista, mais conhecido por seu trabalho como baixista.
Dixon co-escreveu com Adele e produziu a faixa "Love in the Dark" de seu álbum 25. Ele tocou baixo na banda ao vivo de Adele durante toda a promoção e turnê de 21, e pode ser visto no DVD Live at the Royal Albert Hall.